# Ciklikus mátrix
Ciklikus vagy cirkuláns mátrix az olyan négyzetes mátrix, amelynek elemei soronként (és oszloponként) ciklikusan ismétlődnek, azaz bármelyik sor a közvetlenül fölötte álló sorból úgy kapható, hogy annak mindegyik eleme helyébe az illető elem bal oldali szomszédját írjuk.
Az első elem helyébe - amelynek nincs bal oldali szomszédja - a sor utolsó eleme kerül. 
 A ciklikus mátrixot tehát első sora már meghatározza.
Ezért szokás a
{\displaystyle C={\begin{bmatrix}c_{1}&c_{2}&\dots &c_{n}\\c_{n}&c_{1}&\dots &c_{n-1}\\\vdots &\vdots &\vdots &\vdots \\c_{2}&c_{3}&\dots &c_{1}\\\end{bmatrix}}}
ciklikus mátrixot C(c1,c2,...,cn) alakban is megadni.

## Példa
Legyen C ciklikus mátrixunk, amely a következő jelöléssel
{\displaystyle C(-2,1,3,2)={\begin{bmatrix}-2&1&3&2\\2&-2&1&3\\3&2&-2&1\\1&3&2&-2\\\end{bmatrix}}} tökéletes egyenlőséget képez.